# Świesielice
Świesielice – wieś sołecka w Polsce położona w województwie mazowieckim, w powiecie lipskim, w gminie Ciepielów.
W latach 1975–1998 wieś należała administracyjnie do województwa radomskiego.
| SIMC    | Nazwa   | Rodzaj    |
| ------- | ------- | --------- |
| 0617841 | Celiny  | część wsi |
| 0617858 | Kałkowy | część wsi |
| 0617864 | Ławki   | część wsi |
| 0617870 | Morgi   | część wsi |
| 0617887 | Nowiny  | część wsi |

Wierni Kościoła rzymskokatolickiego należą do parafii Podwyższenia Krzyża Świętego w Ciepielowie.

## Historia wsi
Wieś królewska, położona była w drugiej połowie XVI wieku w powiecie radomskim województwa sandomierskiego. W latach 1975–1998 miejscowość administracyjnie należała do województwa radomskiego. W 1919 urodził się w Świesielicach przyszły dowódca oddziału Batalionów Chłopskich Jan Sońta.
7 i 8 grudnia 1942 wieś została spacyfikowana przez niemieckich żandarmów, którzy spalili kilka gospodarstw i zamordowali 15 osób (w tym kobiety i dzieci). Przyczyną zbrodni była pomoc udzielana przez mieszkańców Świesielic partyzantom i Żydom. Na podstawie przeprowadzonego śledztwa przez OKBZH w Kielcach ustalono, że w pacyfikacji brali udział żandarmi: Arno Fichtner, Martin Fröde, Rudolf Neubauer, Gustaw Eichler, Jakob Hofmann, Karl Biagi, Gottlieb Böckle, Werner Link, Hans Konrad z I zmotoryzowanego batalionu żandarmerii niemieckiej.